# Teodor Pejačević
| Teodor Pejačević                     | Teodor Pejačević                                      |
| ------------------------------------ | ----------------------------------------------------- |
| Teodor Graf Pejačević von Virovitica |                                                       |
| Titel                                | Graf                                                  |
| Ernennungen                          | Ban von Kroatien (1903–1907)                          |
| Vorgänger                            | Dragutin Khuen-Héderváry                              |
| Nachfolger                           | Aleksandar Rakodczay                                  |
| Staat                                | Kroatien innerhalb der Habsburgermonarchie            |
| Haus                                 | Pejačević                                             |
| Geburt                               | 24. September 1855 in Našice (Kroatien)               |
| Tod                                  | 22. Juli 1928 in Wien (Österreich)                    |
| Vater                                | Ladislav Pejačević                                    |
| Mutter                               | Gabrijela geb. Döry von Jobahaza                      |
| Ehefrau                              | Elizabeta (Lila) geb. Vay de Vaya (⚭ 22. Januar 1881) |
| Kinder                               | Marko, Velimir, Teodora (Dora), Elizabeta, Gabrijela  |
|                                      |                                                       |

Teodor Graf Pejačević von Virovitica (deutsch auch Theodor Pejatschewitsch, ungarisch Pejácsevics Tivadar; * 24. September 1855 in Našice; † 22. Juli 1928 in Wien) war ein kroatischer Politiker und Staatsmann aus dem Hause Pejačević. Er war Ban (Vizekönig) von Kroatien und Slawonien ab 1903 bis 1907.

## Leben
Teodor Graf Pejačević von Virovitica wurde als zweites Kind und älterer Sohn von Ladislav Pejačević (* 1824 – † 1901) und dessen Ehefrau Gabrijela geb. Döry Freiin von Jobahaza (* 1830 – † 1913) geboren. Sein Vater war ebenfalls Ban von Kroatien (1880–1883).
Er studierte Jus an den Universitäten Bonn und Budapest und wurde Doktor der Rechte. Am 22. Januar 1881 heiratete er die Freiin Elizabeta (Lilla) geb. Vay de Vaya, und sie hatten fünf Kinder: Marko, Velimir, Teodora (Dora), Elizabeta und Gabrijela.
Pejačević war langjähriger Obergespan des Komitats Virovitica (1886–1901), Ban von Kroatien (1903–1907) sowie Minister für Kroatien-Slawonien-Dalmatien (1913–1916) in der ungarischen Regierung von Ministerpräsident István Tisza.
Anfang des 20. Jahrhunderts war er Mitgestalter einer neuen Richtung in der kroatischen Politik, die durch die Allianz zwischen Kroaten und Serben in Kroatien gekennzeichnet war, mit dem Ziel, gemeinsame Vorteile innerhalb der Habsburgermonarchie zu erreichen. 1905 wurde dazu eine politische Koalition zwischen kroatischen und serbischen Politikern vereinbart, die ab 1906 bis 1918 (d. h. bis zum Zerfall der Habsburgermonarchie) in den kroatischen Ländern regierte.
Als Befürworter der regierenden Koalition unterstützte Pejačević den Widerstand gegen die ungarische Forderung von 1907, die ungarische Sprache als offizielle Sprache der damaligen Kroatischen Eisenbahnen einzuführen. Da dieser Widerstand scheiterte, war Pejačević zum Rücktritt gezwungen.
Als sein drittes Kind wurde 1885 die Tochter Dora, eine bekannte kroatische Komponistin und Geigerin, geboren.